# Сотана-Пантаљионе (Салерно)
Сотана-Пантаљионе је насеље у Италији у округу Салерно, региону Кампанија.
Према процени из 2011. у насељу је живело 71 становника. Насеље се налази на надморској висини од 268 м.